# Felice Perussia
Felice Perussia (Milano, 16 dicembre 1885 – Milano, 18 dicembre 1959) è stato un medico italiano.
Figlio di Carlo Leone Augusto Perussia, si laureò in medicina all'università di Pavia, dove conobbe la futura moglie Emma Maggi. Ha collaborato agli esperimenti di Wilhelm Conrad Röntgen. È stato libero docente di Patologia medica e professore di Radiologia, avendo ottenuto la prima cattedra di Radiologia in Italia. Ha diretto l'Istituto nazionale per lo studio e la cura dei tumori di Milano. Fervente socialista, come il padre, fu il primo rettore elettivo della Università degli Studi di Milano, nel 1945, successivamente alla liberazione.
Nel 1914 aveva fondato il periodico scientifico "La Radiologia Medica", prima rivista italiana sull'argomento che pubblica contributi medico-scientifici originali nel settore.
In sua memoria è stato istituito il premio "Felice Perussia" per le migliori tesi di specializzazione in medicina nucleare e radiologica.